# Erick Davis
Erick Davis (Colón, 1991. március 31. –) panamai válogatott labdarúgó, jelenleg a D.C. United hátvédje. Részt vett a 2018-as labdarúgó-világbajnokságon is.

## Pályafutása

### Klubcsapatokban
Először hazájában, az Árabe Unidóban játszott. 2011. augusztus közepén a CA Fénixhez igazolt, ahol egy idényt töltött. Ezt követően visszatért régi klubjába (kölcsönbe), az Árabe Unidóba. Fél év után a Sporting San Miguelitóhoz került, ahol még két szezonban játszott. 2015. szeptember közepén szerződést kötött a szlovák Dunaszerdahely csapatával.

#### A válogatottban
2010-ben mutatkozott be a panamai válogatottban, egy Venezuela elleni mérkőzésen.
2018-ban részt vett a panamai válogatott színeiben a világbajnokságon.  Belgium és Anglia ellen pályára lépett a csoportkörben, Tunézia ellen azonban nem.

## Statisztika

### A válogatottban
Frissítve 2022. június 4-én.
| Panama   | Panama          | Panama |
| Év       | Pályára lépések | Gólok  |
| -------- | --------------- | ------ |
| 2010     | 3               | 0      |
| 2011     | 8               | 0      |
| 2012     | 1               | 0      |
| 2014     | 4               | 0      |
| 2015     | 10              | 0      |
| 2016     | 2               | 0      |
| 2017     | 8               | 0      |
| 2018     | 8               | 0      |
| 2019     | 7               | 1      |
| 2021     | 16              | 3      |
| 2022     | 7               | 1      |
| 2023     | 1               | 0      |
| Összesen | 75              | 5      |

## Sikerei, díjai

### Klubcsapatokkal
Árabe Unido
- Panamai bajnok: 2010

 FC DAC 1904
- Szlovák bajnoki ezüstérem (3): 2018–19, 2020–21, 2022–23

### A válogatottal
Panama
- CONCACAF-aranykupa bronzérmes: 2011
- CONCACAF-aranykupa bronzérmes: 2015
- Copa Centroamericana ezüstérmes: 2017